# Gli alunni del tempo
Gli alunni del tempo è un romanzo di Giuseppe Marotta, pubblicato nel 1960.
Marotta ha realizzato un romanzo intessuto di ironia in cui fonde elementi della vita quotidiana dei vicoli e dei "bassi" di Napoli con elementi di cronaca giornalistica, seguendo lo stesso meccanismo di Gli alunni del sole, dove però il riferimento era alla mitologia classica.

## Storia editoriale
Nel 1960 il libro ha vinto il Premio Napoli

## Trama
Si tratta di un romanzo ambientato nella Napoli del dopoguerra, nella zona del Pallonetto. Un gruppo di vicini si raduna nel "basso" della guardia notturna Vito Cacace, per discutere le notizie del giornale che, nel quartiere, è l'unico a comprare. La notizia del giorno diventa il pretesto di varie digressioni.

## Personaggi
Don Vito CacaceDi professione guardia notturna, intrattiene gli amici e i conoscenti leggendo le notizie dei giornali e commentandole con sagacia.
Donna BrigidaLa moglie di Don Vito.
Don Leopoldo Inzerra"Adone" mantenuto dalla moglie Elvira.
Donna ElviraLa moglie di Don Leopoldo.
Don Fulvio Cardillo"Venditore di luna".
Donna GiuliaUna vedova.
ArmanduccioUn ragazzo poliomielitico.

## Edizioni
- Giuseppe Marotta, Gli alunni del tempo, Milano, Bompiani, 1960.
- Giuseppe Marotta, Gli alunni del tempo, Napoli, Alessandro Polidoro Editore, 2021, ISBN 888573751X.